# Mohamed Salah-El-Din
Mohamed Salah El-Din (ar. سامى منصور; ur. 29 marca 1956 w Kairze) – egipski piłkarz grający na pozycji prawego obrońcy. W swojej karierze grał w reprezentacji Egiptu.

## Kariera klubowa
Całą swoją karierę Salah El-Din spędził w klubie Zamalek SC, w którym zadebiutował w 1975 roku i grał w nim do 1988 roku. Wraz z Zamalekiem wywalczył trzy mistrzostwa Egiptu w sezonach 1977/1978, 1983/1984 i 1987/1988 oraz dziewięć wicemistrzostw w sezonach 1976/1977, 1978/1979, 1979/1980, 1980/1981, 1981/1982, 1982/1983, 1984/1985, 1985/1986 i 1986/1987. Zdobył też trzy Puchary Egiptu w sezonach 1976/1977, 1978/1979 i 1987/1988, a także Puchar Mistrzów w 1984 i 1986.

## Kariera reprezentacyjna
W reprezentacji Egiptu Salah El-Din zadebiutował w 1976 roku. W tym samym roku powołano go do kadry na Puchar Narodów Afryki 1976. Zagrał w nim w czterech meczach: grupowych z Gwineą (1:1) i z Ugandą (2:1) oraz w fazie finałowej z Gwineą (2:4) i z Nigerią (2:3). Z Egiptem zajął 4. miejsce.
W 1980 roku Salah El-Din został powołany do kadry na Puchar Narodów Afryki 1980. Na tym turnieju rozegrał pięć meczów: grupowe z Wybrzeżem Kości Słoniowej (2:1), z Tanzanią (2:1) i z Nigerią (0:1) oraz półfinałowy z Algierią (2:2, k. 2:4). Z Egiptem zajął 4. miejsce w tym turnieju. W kadrze narodowej grał do 1985 roku.